# LacusCurtius
LacusCurtius или ЛакусКурций e уеб сайт на Bill Thayer, която се занимава с историята на Древен Рим.
Страницата е от 1997 online и предоставя преди всичко безплатни антични текстове на гръцки и латински автори, преведени на английски.
Текстовете са от Loeb Classical Library и се предлагат между другото произведенията на авторите Полибий, Диодор, Светоний, Апиан, Дион Касий, Амиан Марцелин и Historia Augusta, преведени, понякога и в оригинал на латински.
Името е написано нарочно слято ЛакусКурций, за да не се бърка с Марк Курций, легендарният войник, който се саможертва през 362 пр.н.е. и мястото на случката е наречено по-късно „Лакус Курций“ (Lacus Curtius).